# Mina de La Zarza

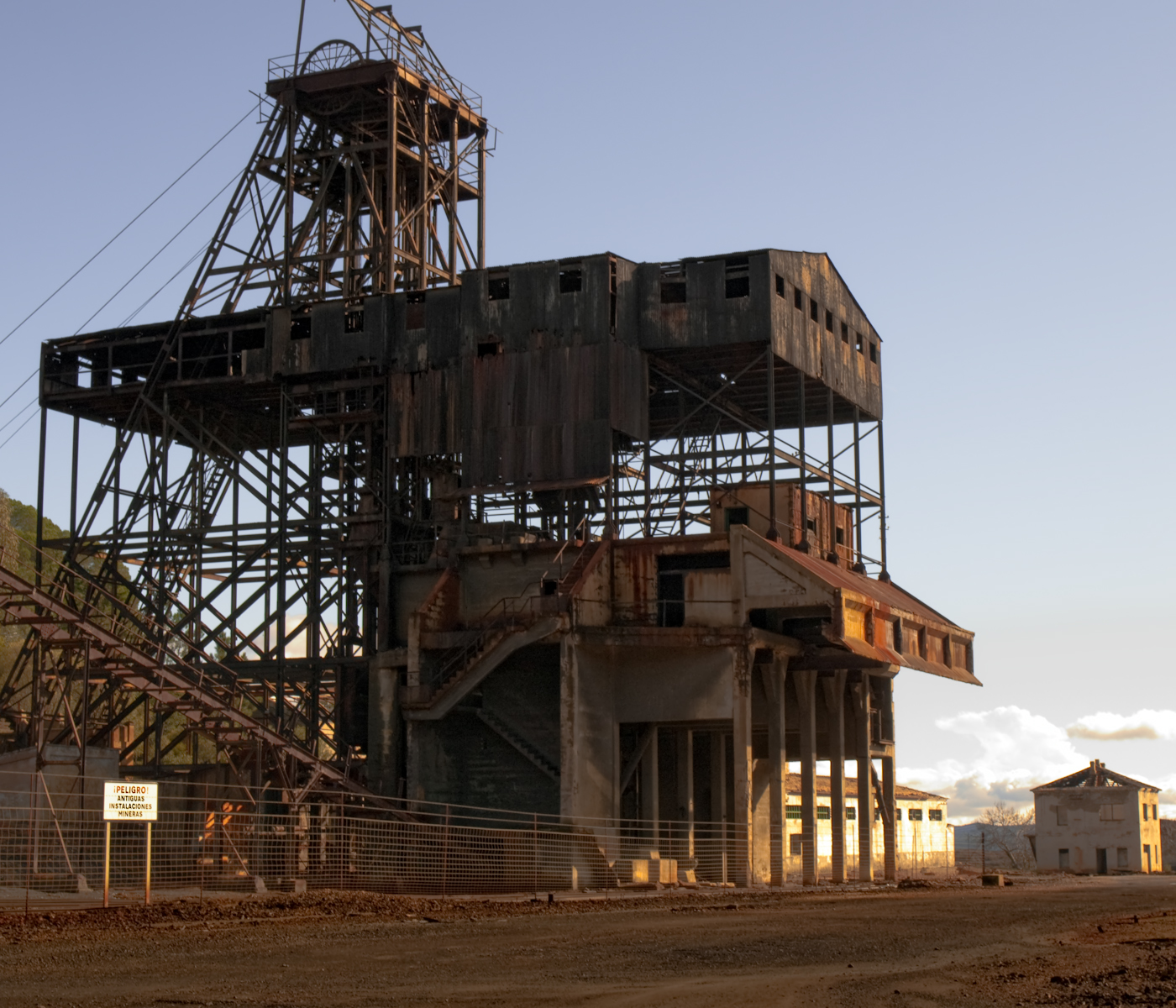
Antiguas instalaciones del Pozo Algaida, en La Zarza (2009).

La mina de La Zarza, también conocida como Silos de Calañas, es un yacimiento minero situado en el municipio español de La Zarza-Perrunal, en la provincia de Huelva, que a su vez forma parte de la cuenca minera de Tharsis-La Zarza. Explotados sus criaderos ya desde la Antigüedad, las actividades mineras alcanzarían su cénit entre los siglos XIX y XX bajo la gestión de la Tharsis Sulphur and Copper Company Ltd.
Antiguamente el yacimiento minero se encontraba situada dentro del término municipal de Calañas; desde 2018  se encuentra en el municipio de La Zarza-Perrunal. En la actualidad las explotaciones se encuentran inactivas.

## Historia

### Edad Antigua
Tradicionalmente el yacimiento minero de La Zarza ha ostentado la consideración de ser uno de los más antiguos del mundo, de forma similar a otros núcleos cercanos de la faja pirítica. Hay evidencias materiales de que La Zarza ya fue explotada en la Antigüedad por los tartesios y los romanos a través de exploraciones subterráneas y pocillos. Las principales labores romanas se realizaron en el área que se conoce como Cabezo de los Silos, donde se ha contabilizado la existencia de hasta 800 pozos gemelos y  de numerosas galerías interiores. Sobresale en este sentido la denominada galería de «La Algaida», que llegó a alcanzar una longitud de unos 1800 metros y que se encontraba comunicada con la superficie a través de 72 pozos. Los estudios contemporáneos que se han realizado en los escoriales romanos de La Zarza indican que la plata fue el metal de mayor producción durante esta etapa. Con posterioridad los yacimientos permanecieron inactivos durante siglos.

### Edad Contemporánea
A mediados del siglo XIX se reinició la actividad de la mina. En 1853 el ingeniero francés Ernest Deligny visitó la zona y, tras obtener autorización del Estado, puso en marcha diversas explotaciones mineras. Originalmente las labores de extracción se centraron en la zona poniente de La Zarza y fueron realizadas por minería subterránea, a través de cámaras y galerías. A finales de la década de 1860 la Tharsis Sulphur and Copper Company Limited, una empresa de capital británico, se hizo con el control de la mina de La Zarza. Bajo esta empresa se daría comienzo a una explotación sistemática de los yacimientos, levantándose instalaciones industriales y una red férrea. A partir de 1886 se puso en marcha la extracción a cielo abierto, mientras simultáneamente continuaban las labores de extracción subterránea. La compañía «Tharsis» inauguró en 1888 un ramal que enlazaba la mina con el ferrocarril Tharsis-Río Odiel, el cual permitía trasladar los minerales hasta el mar.
A escasa distancia de las explotaciones se levantó un poblado, denominado La Zarza, con el objetivo de acoger en su seno a los trabajadores de la mina y sus familias. En 1887 compañía de Tharsis construyó el embalse de Puerto León para dotar a las explotaciones de una reserva estable de agua dulce. En 1891 se construyeron unos canaleos destinados a la obtención de cobre por vía húmeda.
A partir de 1972 se inició el declive de la actividad en La Zarza. En torno al período 1978-1979 el complejo minero pasó a manos de la Compañía Española de Minas de Tharsis, que desarrolló su principal actividad en torno al Pozo Algaida. La crisis que entonces vivía el sector acabó contribuyendo a que en 1991 se produjera el cierre de la mina. Hasta 1995 se realizaron labores de desagüe y mantenimiento en las explotaciones. El 16 de enero de 1996 se produjo la clausura de la mina, tras lo cual los trabajadores fueron trasladados a Tharsis. Desde entonces el complejo minero quedó abandonado. En la actualidad la titularidad de La Zarza está en manos de la sociedad Nueva Tharsis y se estudia la posibilidad de una posible reapertura de su explotación.

## Patrimonio minero-industrial
Desde el último tercio del siglo XIX se fue articulando en La Zarza un importante complejo minero-industrial. Para la explotación subterránea se levantaron varios pozos por la zona, entre los cuales sobresalen el n.º 4 y el n.º 5 (pozo Algaida). De forma paralela, se realizó una explotación a cielo abierto a través de la llamada corta de los Silos. Para dar soporte a las labores mineras se levantaron un gran número de instalaciones: malacates, cargaderos de mineral, casas de máquinas, polvorines, etc. Así mismo, se habilitaron unos «canaleos» para las labores hidrometalúrgicas y un embalse para acoger las aguas ácidas. Todas estas instalaciones estaban conectadas entre sí por una red de vías y ramales, levantándose también una estación de ferrocarril para la gestión del tráfico. Tras el cese de actividad, en 1991, el patrimonio minero-industrial ha venido sufriendo un importante deterioro y expolio, si bien se conservan ciertos elementos.